# 五神真
五神 真（ごのかみ まこと、1957年〈昭和32年〉7月26日 - ）は、日本の物理学者。東京大学名誉教授。

## 概要
専攻は、量子エレクトロニクス・物性物理学（特に光物性）・量子光学。学位は、理学博士（東京大学・1985年4月22日）。東京大学大学院理学系研究科教授。
2015年4月1日から6年間、第30代東京大学総長を務めた。

## 経歴
東京都狛江市出身。旧姓・桑田。
- 1973年03月 - 狛江市立狛江第二中学校卒業[3]
- 1976年03月 - 武蔵高等学校卒業
- 1980年03月 - 東京大学理学部物理学科卒業
- 1982年03月 - 東京大学大学院理学系研究科物理学専門課程修士課程修了
- 1983年06月
  - 東京大学大学院理学系研究科物理学専門課程博士課程中退
  - 東京大学理学部物理学教室助手
- 1985年04月 - 「2光子偏光分光法によるCuCl励起子及び励起子分子系の研究」（桑田真）で理学博士の学位を取得
- 1988年12月 - 東京大学工学部物理工学科講師
- 1990年11月 - 東京大学工学部物理工学科助教授
- 1993年 - 　　米国AT&Tベル研究所客員研究員（1994年まで）
- 1995年04月 - 東京大学大学院工学系研究科物理工学専攻助教授（改組により）
- 1997年 - 　　アリゾナ大学光科学センター Adjunct Professor
- 1997年10月 - 科学技術振興事業団 （現 科学技術振興機構）創造科学推進事業「五神協同励起プロジェクト」[4]総括責任者
- 1998年08月 - 東京大学大学院工学系研究科物理工学専攻教授
- 1999年 -　　 学術情報センター（2000年4月国立情報学研究所に改組）客員教授（併任）（2004年まで）
- 2001年04月 - 東京大学大学院工学系研究科附属量子相エレクトロニクス研究センター長（併任）（2008年まで）
- 2005年04月 - 国立大学法人東京大学（以下「東京大学」と記す。）総長特任補佐（2007年3月まで）
- 2009年04月 - 国立情報学研究所客員教授（併任）
- 2010年04月
  - 東京大学大学院工学系研究科附属光量子科学研究センター教授（センター長併任）
  - 東京大学大学院理学系研究科物理学専攻教授・総合研究機構先端ナノ計測センター教授兼務
- 2012年04月 - 東京大学副学長（2014年3月まで[5]）
- 2012年10月 - 東京大学大学院理学系研究科物理学専攻教授
- 2014年03月 - 東京大学大学院工学系研究科附属光量子科学研究センター長・教授兼務
- 2014年04月 - 東京大学大学院理学系研究科研究科長・理学部学部長[6]
- 2015年04月 - 東京大学総長（第30代）に就任[2]
- 2021年03月 - 東京大学総長を退任（任期満了）
- 2021年04月 - 東京大学大学院理学系研究科物理学専攻教授に復職[7]
- 2022年04月 - 国立研究開発法人理化学研究所理事長[8]
- 2023年03月 - 東京大学を定年退職[5][9]
- 2023年06月 - 東京大学より名誉教授の称号授与[10]

## 社会的活動
- 2006年-14年 - 日本学術会議　連携会員（第20, 21-22期）[11]
- 2014年10月 - 日本学術会議　会員（第23-24期）[12][13]
- 2015年02月 - 中央教育審議会　委員（第8-9期）[14]
- 2015年02月 - 科学技術・学術審議会　委員（第9-11期）[15][注 2]
- 2015年04月 - 知的財産戦略本部　本部員[16]
- 2015年04月 – 一般社団法人国立大学協会　理事[17][18][19]
- 2016年04月 - 産業構造審議会　委員[20][21]
- 2016年09月 - 未来投資会議　議員[22]

## 受賞歴
- 2001年　第15回 日本IBM科学賞「非線形レーザー分光を用いた励起子の量子統計性の研究」
- 2010年　第14回 宅間宏記念松尾学術賞「レーザー分光法による固体における光量子物理学の研究」
- 2012年　Fellow of American Physical Society, Division of Laser Science
- 2013年　Fellow of Optical Society of America

## 著書
- 『変革を駆動する大学──社会との連携から協創へ　東京大学ビジョン2020』（東京大学出版会、2017年）
- 『大学の未来地図──「知識集約型社会」を創る』（筑摩書房、2019年）
- 『新しい経営体としての東京大学──未来社会協創への挑戦』（東京大学出版会、2021年）